# (1108) Demeter
(1108) Demeter és un asteroide que forma part del cinturó d'asteroides i va ser descobert el 31 de maig de 1929 per Karl Wilhelm Reinmuth des de l'observatori de Heidelberg-Königstuhl, Alemanya.

## Designació i nom
Demeter va rebre inicialment la designació de 1929 CA.
Més endavant es va nomenar per Demèter, una deessa de la mitologia grega.

## Característiques orbitals
Demeter està situat a una distància mitjana de 2,429 ua del Sol, i pot allunyar-se fins a 3,051 ua i apropar-se fins a 1,807 ua. Té una excentricitat de 0,2562 i una inclinació orbital de 24,9°. Triga a completar una òrbita al voltant del Sol 1383 dies.